# Pentathlon moderne aux Jeux olympiques d'été de 1932
Navigation
Amsterdam 1928 Berlin 1936

## Tableau des médailles pour le Pentathlon moderne
| Rang | Pays       | Médaille d'or | Médaille d'argent | Médaille de bronze | Total |
| ---- | ---------- | ------------- | ----------------- | ------------------ | ----- |
| 1    | Suède      | 1             | 1                 | 0                  | 2     |
| 2    | États-Unis | 0             | 0                 | 1                  | 1     |

## Individuel homme
| Médaille | Noms                      | Pays       |
| -------- | ------------------------- | ---------- |
| or       | Johan Gabriel Oxenstierna | Suède      |
| argent   | Bo Lindman                | Suède      |
| bronze   | Richard Mayo              | États-Unis |

### Classement général
| Rang | Nom                                 | Pays        | Équitation | Escrime | Tir | Natation | Course | Total |
| ---- | ----------------------------------- | ----------- | ---------- | ------- | --- | -------- | ------ | ----- |
| 1    | Johan Gabriel Oxenstierna           | Suède       | 4          | 14      | 2   | 5        | 7      | 32    |
| 2    | Bo Lindman                          | Suède       | 1          | 2½      | 19  | 9        | 4      | 35½   |
| 3    | Richard Mayo                        | États-Unis  | 2          | 4½      | 1   | 14       | 17     | 38½   |
| 4    | Sven Alfred Thofelt                 | Suède       | 15         | 1       | 9   | 1        | 13     | 39    |
| 5    | Willi Remer                         | Allemagne   | 12         | 10      | 4   | 13       | 8      | 47    |
| 6    | Conrad Miersch                      | Allemagne   | 10         | 10      | 5   | 17       | 6      | 48    |
| 7    | Elemér Somfay                       | Hongrie     | 20         | 4½      | 6   | 12       | 10     | 52½   |
| 8    | Charles Percy Digby Legard          | Royaume-Uni | 6          | 18      | 10  | 18       | 1      | 53    |
| 9    | Carlo Simonetti                     | Italie      | 8          | 6       | 3   | 15       | 21     | 53    |
| 10   | Ivan Duranthon                      | France      | 7          | 7½      | 18  | 19       | 3      | 54½   |
| 11   | Brookner Brady                      | États-Unis  | 5          | 12      | 20  | 3        | 16     | 56    |
| 12   | Eugenio Pagnini                     | Italie      | 9          | 13      | 21  | 2        | 11½    | 56½   |
| 13   | Clayton Mansfield                   | États-Unis  | 13         | 7½      | 16  | 6        | 18     | 60½   |
| 14   | Vernon William Barlow               | Royaume-Uni | 3          | 22      | 14  | 7        | 15     | 61    |
| 15   | Jeffrey McDougall                   | Royaume-Uni | 24         | 20      | 12  | 4        | 2      | 62    |
| 16   | Willem Johannes van Rhijn           | Pays-Bas    | 19         | 16      | 13  | 10       | 5      | 63    |
| 17   | Helmuth Naudé                       | Allemagne   | 18         | 10      | 15  | 11       | 9      | 63    |
| 18   | Tibor Benkő                         | Hongrie     | 11         | 15      | 11  | 16       | 11½    | 64½   |
| 19   | Imre Petneházy                      | Hongrie     | 16         | 20      | 7   | 8        | 14     | 65    |
| 20   | Francesco Pacini                    | Italie      | 14         | 2½      | 23  | 23       | 22     | 84½   |
| 21   | Miguel Ortega Casanova              | Mexique     | 24         | 20      | 8   | 24       | 19     | 95    |
| 22   | Rafael Afonso de Sousa              | Portugal    | 21         | 23      | 17  | 21       | 20     | 102   |
| 23   | Sebastião Freitas Branco de Heredia | Portugal    | 22         | 17      | 24  | 20       | 23     | 106   |
| 24   | José Morales Morales Mendoza        | Mexique     | 17         | 24      | 22  | 22       | 24     | 109   |